# Roppolo
Roppolo (piemontiul: Ròpo) település Olaszországban, Piemont régióban, Biella megyében. Lakosainak száma 840 fő (2023. január 1.). Roppolo Alice Castello, Cavaglià, Dorzano, Salussola, Zimone, Cerrione és Viverone községekkel határos.

## Népesség
A település lakossága az elmúlt években az alábbi módon változott:
| Lakosok száma | 892  | 880  | 840  |
|               | 2017 | 2018 | 2023 |